# Daniel Rojano
Daniel Rojano (Medellín, Antioquia, Colombia; 25 de abril de 1997) es un futbolista colombiano. Juega como centrocampista y actualmente milita en el Rocha de la Segunda División Profesional de Uruguay.

## Selección nacional
Es convocado por la Selección Colombiana sub-20 para disputar el Campeonato Sudamericano Sub-20 en Ecuador. Bajo el mando del Director Técnico Carlos Alberto «Piscis» Restrepo Isaza.

## Participaciones en juveniles
| Competición                            | Sede    | Resultado   | Partidos | Goles |
| -------------------------------------- | ------- | ----------- | -------- | ----- |
| Campeonato Sudamericano Sub-20 de 2017 | Ecuador | Sexto lugar | 6        | 0     |

## Clubes
| Club            | País     | Año         |
| --------------- | -------- | ----------- |
| Envigado FC     | Colombia | 2015        |
| Once Caldas     | Colombia | 2016 - 2018 |
| Deportivo Pasto | Colombia | 2019 - 2021 |
| Rocha           | Uruguay  | 2021 - Act. |

## Resumen estadístico
| País / División  | Partidos | Goles | Promedio |
| ---------------- | -------- | ----- | -------- |
| Envigado FC      | 1        | 0     | 0,00     |
| Once Caldas      | 31       | 0     | 0,00     |
| Total en carrera | 32       | 0     | 0,00     |

- Datos: Q27119626
- Multimedia: Daniel Rojano / Q27119626